# 查理·厄文·威爾遜
查理·厄文·威爾遜（英語：Charles Erwin Wilson，1890年7月18日—1961年9月26日），生於俄亥俄州，美國商人與政治家。曾任通用汽車執行長，因此獲得「引擎查理」（Engine Charlie）的綽號。在1953年至1957年間，擔任美國國防部長。

## 生平
1890年，出生。1909年，在卡內基技術學院取得電機工程學士學位。1953年，担任国防部长。1961年，去世。